# 파트너 (2009년 드라마)
《파트너》는 KBS에서 2009년 6월 24일부터 2009년 8월 13일까지 방영된 한국방송공사 수목 미니시리즈이며 KBS는 해당 작품에 앞서 패션을 소재로 한 《매거진 알로》를 내보낼 예정이었으나 SBS 드라마 《스타일》과 표절시비가 붙어 편성을 전격 취소했다.
법정을 배경으로 다루었으며, 국내 최초로 중계차를 이용해 제작되었다.
노컷뉴스 방송연예팀 이지현 기자] KBS 2TV 수목드라마 ‘파트너’가 아쉬움 속에 막을 내렸다.
시청률 조사회사 AGB닐슨미디어리서치의 13일 조사결과 ‘파트너’는 전국 시청률 12,7%로 SBS ‘태양을 삼켜라’(17.1%)에 이어 수목극 2위에 올랐다. 수목극 2인자를 노린 MBC ‘혼’(9.6%)을 가볍게 제압한 수치다.
‘파트너’는 6월 24일 첫 방송 당시 시청률 6%를 기록했지만, 이후 꾸준한 입소문으로 시청률 상승곡선을 만들며 마지막회에서는 두 배에 이르는 12%대의 시청률을 기록했다.
이러한 ‘파트너’의 저력은 무엇일까?
원래 ‘파트너’는 8월 중순 방영을 목표로 준비 중인 드라마였다. 하지만 6월 방송예정이던 ‘매거진 알로’가 SBS 드라마 ‘스타일’과 표절논란에 휩싸이며 편성이 기약 없이 밀리게 되자, ‘파트너’가 긴급 대체 투입된 것이다.
예정과 달리 기획과 촬영 모든 것이 다급해 졌지만 '파트너'는 외주 제작 드라마에 편중된 드라마 시장에 2년 만에 KBS 자체 기획 드라마를 선보이겠다는 각오로 의지를 다졌고, 여기에 김현주 이동욱 등과 같은 배우들과 제작진은 하루 1시간 이하 취침을 불사하며 2달여 진행된 촬영을 무사히 드라마를 마칠 수 있었다. 결국 이러한 제작진의 열의가 시청자에게 통하며, 시청률로 증명된 셈이다.
또한 실화를 바탕으로 한 사건들의 법정기록을 매회 새롭게 풀어가는 방식의 이야기는 새로운 법정 드라마의 지평을 열었다는 평가를 받고 있다.
이러한 ‘파트너’의 잔잔한 성공에 시청자들은 시즌 2를 요청하고 있는 상태다.

## 등장 인물

### 법무법인 이김
- 김현주 : 강은호 역 - 신참 변호사
- 이동욱 : 이태조 역 (아역 남다름) - 법조계 로열패밀리 출신 변호사, 진표의 둘째 아들
- 이하늬 : 한정원 역 - 변호사, 이영우와는 불륜 관계
- 이원종 : 김용수 역 - 대표 변호사
- 김동욱 : 윤준 역 - 변호사
- 박철민 : 변항로 역 - 사무장
- 신이 : 최순이 역 - 행정업무

### 대형로펌 해윤
- 이정길 : 이진표 역 - 대표 변호사, 이영우와 이태조의 아버지
- 최철호 : 이영우 역 - 법조계의 천재, 실세이자 후계자
- 최수린 : 유미연 역 - 영우의 아내, 갤러리 운영

### 은호네 가족
- 송재호 : 조형래 역 - 명문장 판결문으로 유명한 판사, 시골 변호사
- 가득희 : 오영이 역 - 재동의 고모
- 정윤석 : 오재동 역 - 강은호의 아들

### 그 외 인물
- 이달형 : 구영태 역
- 임지규 : 정재호 역
- 김미경 : 정재호의 어머니 역
- 안석환 : 정재호의 양아버지 역
- 김승욱 : 정재호 재판의 검사 역
- 박준혁 : 정재호 재판의 검사 역
- 김민아
- 정영금 : 백미러가 망가진 차주의 부인 역
- 이승복 : 김우식 역 - 태조의 친구, 변호사
- 한춘일 : 땅이 없어졌다며 찾아온 의뢰인 역
- 한채진
- 오시은
- 안홍진 : 이혼소송 변호사 역
- 손선근 : 이혼소송 변호사 역
- 서권순 : 시어머니 역
- 홍정민
- 김수연
- 고은빈
- 이종구 : 정재호 사건의 재판장 역
- 이승복
- 최원태
- 남로감
- 여운정
- 이달형 :
- 원종례 : 천 여사 역
- 김영선 : 얼굴에 상처 난 아이의 엄마 역
- 김종호 : 9번 배심원 역
- 김주희
- 이두경 : 지남필의 부하 역
- 단강호 : 김민선을 부검한 부검의 역
- 지성우 : 김민선의 남자친구 역
- 이바른이
- 임승대 : 최순기 역 - 서윤영을 살해한 범인, 정해숙의 6촌조카
- 구중림 : 정재호 사건의 담당 형사 역
- 기주봉 : 지남필 역
- 박통일
- 윤미향 : 최순기의 부인 역
- 고유미 : 서윤영 역
- 송서연
- 오용 : 서진철 역 - 피해자 서윤영의 오빠
- 이채민 : 서진철의 부인 역
- 이재우
- 김성훈
- 변신호 : 수박 파는 슈퍼 주인 역
- 이장옥
- 맹찬재 : 최순기 사건의 재판장 역
- 강성철
- 정석규 : 정해숙의 운전기사 역
- 신귀식 : 이준익 역 - 진성그룹의 회장, 정해숙의 남편
- 전해룡 : 진성종합병원의 의사 역
- 강미애
- 유재현
- 유금
- 강철성 : 최순기 재판의 검사 역
- 지주연 : 서윤영의 직속 선배 역
- 홍혜령
- 김민진 : 저작권 고소 관련 때문에 만난 경찰 역
- 성인자 : 정해숙의 모임 '선우회'의 회원 역
- 현숙희 : 정해숙의 모임 '선우회'의 회원 역
- 이현실 : 이성희 역 - 선우회 모임에서 내기골프 한 여자 역
- 박승아 : 저작권법을 위반한 아이 역
- 최승욱 : 저작권법을 위반한 아이 역
- 김채빈 : 저작권법을 위반한 아이 역
- 김지우
- 이종무 : 김경화 역 - 권희수의 보좌관
- 안남희 : 다방에서 일하는 여자 역
- 최민금 : 김우식의 어머니 역
- 전일범 : '프린스 가정부'를 만든 남자 역
- 이화진
- 임진웅
- 강빛 : 권세현 역 - 권희수와 김영숙의 아들
- 고인범 : 한정원의 아버지 역
- 송경의 : 오재동의 담당 의사 역
- 남정희 : 권희수가 만난 재래시장의 상인 역
- 배민순
- 김주환
- 서영화
- 김광인 : 권희수 재판의 판사 역
- 유현철 : 김동식 역 - 고명자의 아들
- 반혜라 : 찜질방 주인 역
- 이미령
- 손정만
- 이관영
- 유인석 : 노숙자 역
- 한창현 : 박노순 사망사건의 담당 형사 역
- 최윤준 : 윤준을 폭행한 의뢰인 역
- 이태리 : 구두 닦는 여자 역
- 김홍수
- 이성민 : 한준수 역 - 진성건설 경영혁신팀장
- 심재희 : 양아치 역

### 특별출연
- 이상우 : 김세미 재판의 판사 역
- 김시향 : 김세미 역 - 레이싱모델
- 이혜숙 : 정해숙 역 - 진성그룹 이준익 회장의 부인
- 김나영 : 문수정 역 - 저작권을 침해 당한 작가
- 김갑수 : 권희수 역 - 한국통합당의 국회의원, 은호의 대학 스승
- 김정난 : 김영숙 역 - 권희수의 부인
- 조희봉 : 장현수의 남편 역 - 택시기사
- 강경헌 : 장현수 역 - 변항로가 성추행 했다고 신고한 여자
- 김영옥 : 고명자 역 - 포장마차 주인
- 이희도 : 유만성 역 - 변호사
- 김규철 : 검사 역